# Natara
Il Natara (in russo Ната́ра?) è un fiume della Russia siberiana nordorientale, affluente di destra della Lena. Scorre nel Žiganskij ulus e nell'Ėveno-Bytantajskij ulus della Sacha (Jacuzia).

## Descrizione
Il Natara nasce dai monti Džardžan, una catena montuosa compresa nel sistema dei monti di Verchojansk; scorre con direzione mediamente occidentale drenando parte del loro versante ovest fino a sfociare nella Lena a 551 km dalla sua foce. Il suo maggiore affluente è il Sjan-Jurjach (lungo 105 km) che riceve da sinistra a soli 3 km dalla foce. 
La lunghezza del Natara è di 187 km, l'area del suo bacino è di 5 730 km². Non ci sono insediamenti lungo il corso del fiume.